# March 751
La March 751 è una monoposto da competizione prodotta dalla March Engineering utilizzata dalla casa inglese e dalla Penske durante il Campionato mondiale di Formula 1 1975.
Progettata da Robin Herd, era guidata da Vittorio Brambilla, Lella Lombardi e Hans-Joachim Stuck, oltre che da Mark Donohue della Penske. Con tale modello Brambilla ottenne la sua unica vittoria in carriera al Gran Premio d'Austria 1975.

## Vettura
La 751 venne concepita da Herd con un basso budget e altro non rappresentava se non una semplice evoluzione della 741, differente per un telaio più rigido e leggero. Era equipaggiata da un motore Ford Cosworth DFV V8 gestito da un cambio Hewland DG 400 a cinque marce. I freni, invece, erano gli stessi utilizzati dalla vetture di Formula 2 e rappresentavano uno dei punti più deboli della monoposto.
Della 751 vennero prodotti sei telai, di cui lo 05 utilizzato dalla Penske.

## Risultati in Formula 1
| Anno | Team              | Motore            | Gomme | Piloti    |  |  |     |   |     |     |     |     |     |     |     |     |     |   | Punti | Pos. |
| ---- | ----------------- | ----------------- | ----- | --------- |  |  | --- | - | --- | --- | --- | --- | --- | --- | --- | --- | --- | - | ----- | ---- |
| 1975 | March Engineering | Ford Cosworth DFV | G     | Brambilla |  |  | Rit | 5 | Rit | Rit | Rit | Rit | Rit | 6   | Rit | 1   | Rit | 7 | 7,5   | 8º   |
| 1975 | March Engineering | Ford Cosworth DFV | G     | Lombardi  |  |  |     | 6 | NQ  | Rit | Rit | 14  | 18  | Rit | 7   | 17  | Rit |   | 7,5   | 8º   |
| 1975 | March Engineering | Ford Cosworth DFV | G     | Stuck     |  |  |     |   |     |     |     |     |     | Rit | Rit | Rit | Rit | 8 | 7,5   | 8º   |

- Nei Gran Premi di Spagna e Austria non è stato coperto il 75% della distanza prevista, quindi i punti assegnati sono la metà di quelli previsti per la distanza completa.